# Elecciones generales de San Cristóbal y Nieves de 2000
Elecciones generales tuvieron lugar en San Cristóbal y Nieves el 6 de marzo de 2000. El resultado fue una victoria para el Partido Laborista de San Cristóbal y Nieves, el cual ganó ocho de once escaños. La participación electoral fue de 64,2%.

## Resultados
| Partido                                     | Votos  | %    | Escaños | +/- |
| ------------------------------------------- | ------ | ---- | ------- | --- |
| Partido Laborista de San Cristóbal y Nieves | 11 762 | 53,6 | 8       | +1  |
| Movimiento de Acción Popular                | 6 462  | 29,6 | 0       | -1  |
| Movimiento de los Ciudadanos Responsables   | 1 901  | 8,7  | 2       | 0   |
| Partido Reformista de Nieves                | 1 710  | 7,8  | 1       | 0   |
| Votos blancos/nulos                         | 108    | –    | –       | –   |
| Total                                       | 21 949 | 100  | 11      | 0   |
| Fuente: Nohlen                              |        |      |         |     |